# Heinrich Christian Friedrich Schumacher
Heinrich Christian Friedrich Schumacher, auch Heinrich Christian Friederich Schumacher (* 15. November 1757 in Glückstadt, Herzogtum Holstein; † 9. Dezember 1830 in Kopenhagen) war ein deutscher Botaniker, Mediziner und Malakologe (Weichtierkundler). Sein offizielles botanisches Autorenkürzel lautet „Schumach.“

## Leben und Wirken
Nach seiner Schulzeit in Rendsburg arbeitete er dort im Alter von 16 Jahren als Militärchirurg, bevor er seine Studien am Theatro Anatomica-Chirurgicum in Kopenhagen begann. Nach dem Abschluss im Jahr 1779 begann er botanische Studien unter Anleitung von Christian Friis Rottbøll und Martin Vahl.
Schumacher beschrieb eine Vielzahl westafrikanischer Pflanzen auf der Basis der Sammlungen und Notizen Peter Thonnings. 1808 wurde er zum korrespondierenden Mitglied der Bayerischen Akademie der Wissenschaften gewählt. Im Jahr 1814 wurde er zum Mitglied der Leopoldina gewählt.

## Dedikationsnamen
Ihm zu Ehren wurde die Gattung Schumacheria Vahl der Pflanzenfamilie der Dilleniaceae benannt.

## Werke
- Bemerkung einer Schusswunde. (1778)
- Einige myologische Bemerkungen bei Zerlegung verschiedener Leichnahmen. (1779)
- Von dem Nutzen der Cotunnischen Wassergänge. (1781)
- Om Slægten "Paullinia" Linn. (1794)
- Medicinisch-chirurgische Bemerkungen (1800)
- Versuch eines Verzeichnisses der in den dänisch-nordischen Staaten sich findenden einfachen Mineralien mit Tabellen der einfachen Fossilien nach ihren vorwaltenden Bestandtheilen. (1801)
- Enumeratio plantarum in partibus Saellandiae Septentrionalis et Orientalis (1803)
- Pharmacopoea Danica. (1805)
- Beenlären. (1807)
- En unaturlig Födsel efter en sexaarig Frugtsommelighed. (1809)
- En Sammenvoxning i Endetarmen hævet ved Kunst og Gjennemboring. (1810)
- Nogle Bemærkninger ang. den förste Bestemmelse af et Saars Dödelighed. (1811)
- Jagtlagelser over Nyrernes Afgivelser fra den regelstemmende Tilstand. (1824)
- Medicinsk Plantelære for studerende læger og Pharmaceutiker. (1826–1828)
- Om Abens (Simia cynomolgus L.) Hjerne og dens Forretninger, sammenlignet med Menneskets og andre Dyrs Hjerne. (1826)
- Descriptio musei anthropologici Universitatis Hafniensis. (1828)
- Beskrivelse af guineiske planter, som ere fundne af danske Botanikere, især af Etatsraad Thonning. (1828–1829) (zusammen mit Peter Thonning)[3]